# Johann Hinrich Gossler
Johann Hinrich Gossler (1738 – 1790) var en tysk bankier og ejer af Berenberg Bank, Tysklands ældste bank. Han blev medejer i banken i 1769 ved at gifte sig med Elisabeth Berenberg (1749–1822), eneste datter og arving efter Johann Berenberg (1718–1772). Banken blev året efter hans død omdøbt til Joh. Berenberg, Gossler & Co.